# Губоцвіті
Термін «губоцвіті» також може посилатися на представників родини Глухокропивові (Губоцвіті) (Lamiaceae)
Губоцвіті (Lamiales) — порядок евдикотів, що включає великі родини глухокропивові (Lamiaceae) і вербенові (Verbenaceae) та кілька менших родин.

## Опис
Це багаторічні або однорічні трави чи напівчагарники, або рідше чагарники. Листки супротивні або іноді кільчасті, рідше чергові, переважно прості і цілісні, без прилистків. Суцвіття різних типів, найчастіше цимозні. Квітки маточково-тичинкові, рідше маточкові і тичинкові, здебільшого медіаннозигоморфні, рідко актиморфні, з п'ятичленною оцвітиною, іноді без неї. Чашечка зрослолиста, звичайно лопатева або зубчаста, іноді двогуба, залишається біля плода. Віночок зрослопелюстковий, частіше зигоморфний, рідше актиноморфний, з черепичастими, іноді згорнутими чи стулчастими лопастями. Тичинок звичайно чотири або дві, рідко п'ять. Як правило, є нектарний диск. Гінецей звичайно складений з двох плодолистків, рідко псевдомономерний, з термінальним або гінобазичним стовпчиком чи з двома ниткоподібними стилодіями. Зав'язь верхня і має по одному насінному зачатку у кожному гнізді. Плоди кістянкоподібні або такі, що розпадаються на чотири однонасінних мерикарпії, рідко коробочкоподібні.

## Родини
Порядок містить близько 20 родин і 24 000 видів.
- Акантові (Acanthaceae)
- Avicenniaceae
- Біньйонієві (Bignoniaceae)
- Calceolariaceae
- Carlemanniaceae
- Cyclocheilaceae
- Геснерієві (Gesneriace)
- Глухокропивові (Lamiaceae)
- Пухирникові (Lentibulariaceae)
- Linderniaceae
- Мартинієві (Martyniaceae)
- Nesogenaceae
- Маслинові (Oleaceae)
- Вовчкові (рослини) (Orobanchaceae)
- Paulowniaceae
- Pedaliaceae
- Phrymaceae
- Подорожникові (Plantaginaceae)
- Plocospermataceae
- Schlegeliaceae
- Ранникові (Scrophulariaceae)
- Stilbaceae
- Tetrachondraceae
- Вербенові (Verbenaceae)